# Mario Salieri
Mario Salieri (Nápoles, 29 de noviembre de 1957), registrado al nacer como Mario Altieri, es un director y productor italiano de cine pornográfico. Desde comienzos de la década de 1990, ha dirigido y escrito varias obras, en las que han participado divas como Zara Whites, la actriz italiana Selen o la actriz húngara Erika Bella. Es el propietario de Salieri Productions.

## Carrera
Salieri inició su carrera en el cine pornográfico filmando películas semi-amateurs en Amsterdam para el mercado italiano. Desde principios de la década de 1990 ha dirigido y escrito muchas películas para adultos. También es dueño de la compañía Salieri Productions.

## Filmografía parcial
- Escuela superior sex xXx (2004)
- Ursula la colegiala
- Faust (2002)
- Casino (2001)
- Divina - Der Weg zum Ruhm (2001)
- Mondo perverso delle miss, Il (2001)
- Inferno (Teufelsmacht) (2000)
- Napoli (2000)
- Vi presento mia moglie (2000)
- Stavros (1999)
- Stavros 2 (1999)
- Les contes perverses (1998)
- Fuga dall'Albania (1998)
- Racconti dall'oltretomba (1998)
- Il Confessionale - El confesionario (1998)
- Concetta Licata 3 (1997)
- C.K.P. (1995)
- Clinica della vergogna, La (1995)
- Eros e Tanatos (1995)
- Drácula (1994)
- Sceneggiata napoletana (1994)
- Adolescenza perversa (1993)
- House of Crooked Women (1993)
- El misterio del convento (1993)
- Roman Orgies - Italian Perversions 2
- Arabika (1992)
- Tutta una vita (1992)
- Discesa all'inferno (1991)
- Napoli - Parigi, linea rovente 1 (1991)
- Napoli - Parigi, linea rovente 2 (1991)
- Roma Connection (1991)
- Roman Orgies - Italian Perversions (1991)